# الجميع يعرف
الجميع يعرف أو الكل يعرف (بالإسبانية: Todos lo saben)‏ هو فيلم إثارة نفسية باللغة الإسبانية من تأليف وإخراج المخرج الإيراني أصغر فرهادي، ومن بطولة خافيير باردم وبينيلوب كروز. عُرض الفيلم في حفل افتتاح مهرجان كان السينمائي لعام 2018 وهو مشارك في المنافسة من أجل الفوز بالسعفة الذهبية.

## القصة
تحكي قصة الفيلم عن شخصية تُدعى لورا (بينيلوب كروز)، هي امرأة إسبانية تعيش في بوينس آيرس، ثم تُقرر في يوم ما العودة إلى مسقط رأسها خارج مدريد لتلتقي هناك زوجها الأرجنتيني (ريكاردو دارين) وأطفالها. تُصادفها خلال رحلة العودة مجموعة من الأحداث غير المتوقعة والتي تكشف لها عن مجموعة من الأسرار لم تكن تتوقعها.

## طاقم التمثيل
- خافيير باردم في دور باكو
- بينيلوب كروز في دور لورا
- باربارا ليني في دور فيكتوريا (زوجة باكو)
- ريكاردو دارين في دور أليخاندرو (زوج لورا)
- إنما كويستا في دور آنا (أخت لورا)
- إدوارد فرنانديز
- خافيير كامارا

## الإنتاج
الفيلم من إنتاج فرنسي-إسباني-إيطالي مشترك، تلقى التمويل من قناة كنال+، فرانس تيليفيزيون، سيني+، موفيستار وغيره من الشركات الأخرى.

## الاستقبال
حصل الفيلم على تقييم متوسط في معظم المواقع المتخصصة في هذا المجال، وكان موقع الطماطم الفاسدة قد قيَّم الفيلم بنسبة تأييد وصلت إلى 60% بناء على 15 تقييم كما نال معدل متوسط بلغ 6.4/10. أما موقع ميتاكريتيك فقد قيَّم الفيلم هو الآخر بدرجة متوسطة حيث حاز على 67 درجة من أصل 100 بناء على رأي 12 ناقدا، مشيرا في الوقت ذاته إلى «ملاحظات إيجابية بشكل عام». في حين أبدى موقع إيه. في. كلوب إعجابه بالفيلم مُعلقا: «خافيير بارديم وبينيلوبي كروز "كسرا" مهرجان كان ... كان حفل افتتاح رائع».

## روابط خارجية
- الجميع يعرف على موقع IMDb (الإنجليزية)
- الجميع يعرف على موقع ميتاكريتيك (الإنجليزية)
- الجميع يعرف على موقع روتن توميتوز (الإنجليزية)
- الجميع يعرف على موقع ألو سيني (الفرنسية)
- الجميع يعرف على موقع أول موفي (الإنجليزية)
- الجميع يعرف على موقع فيلمافينيتي (الإسبانية)
- الجميع يعرف على موقع قاعدة بيانات الفيلم (الإنجليزية)
- الجميع يعرف على موقع ليتربوكسد (الإنجليزية)
- الجميع يعرف على موقع كينوبويسك (الروسية)